# Град (Град)
Град (словен. Grad) је насеље и управно средиште истоимене општине Град, која припада Помурској регији у Републици Словенији.
По попису становништва из 2011. године насеље Град имало је 686 становника.